# 南後由和
南後 由和（なんご よしかず、1979年 - ）は、日本の社会学者。法政大学デザイン工学部建築学科教授。専攻は社会学、都市・建築論。

## 経歴
1979年に大阪府で誕生する。2002年に神戸大学文学部哲学科社会学専修を卒業。大きくマスメディアや都市に関心があったことから社会学を専攻し、卒業論文ではアンリ・ルフェーヴルの都市空間論が、都市社会学・地理学・メディア論に与えた影響について論じた。また、ルフェーヴルを媒介として、都市論だけでなく建築論に興味を持ちはじめる。2004年に東京大学大学院学際情報学府修士課程修了。2008年に同博士課程単位取得退学。東京大学大学院情報学環助教および特任講師を経て、2012年より明治大学情報コミュニケーション学部専任講師、2017年より准教授。2024年10月より法政大学デザイン工学部建築学科教授。

## 著作

### 単著
- 『ひとり空間の都市論』筑摩書房、2018年

### 編著
- 『建築の際——東京大学情報学環連続シンポジウムの記録』平凡社、2015年（吉見俊哉監修）
- 『磯崎新建築論集7 建築のキュレーション——網目状権力と決定』岩波書店、2013年（磯崎新著、南後由和編集協力）
- 『文化人とは何か?』東京書籍、2010年（南後由和・加島卓編）

### 共著
- 三浦展・藤村龍至・南後由和 『商業空間は何の夢を見たか——1960〜2010年代の都市と建築』平凡社、2016年